# Acer pseudosieboldianum
El Acer pseudosieboldianum o árbol coreano de arce, también conocido como el arce de flor púrpura, es una especie de planta nativa de la península de Corea, del sur del extremo oriental de Rusia y el norte de China.

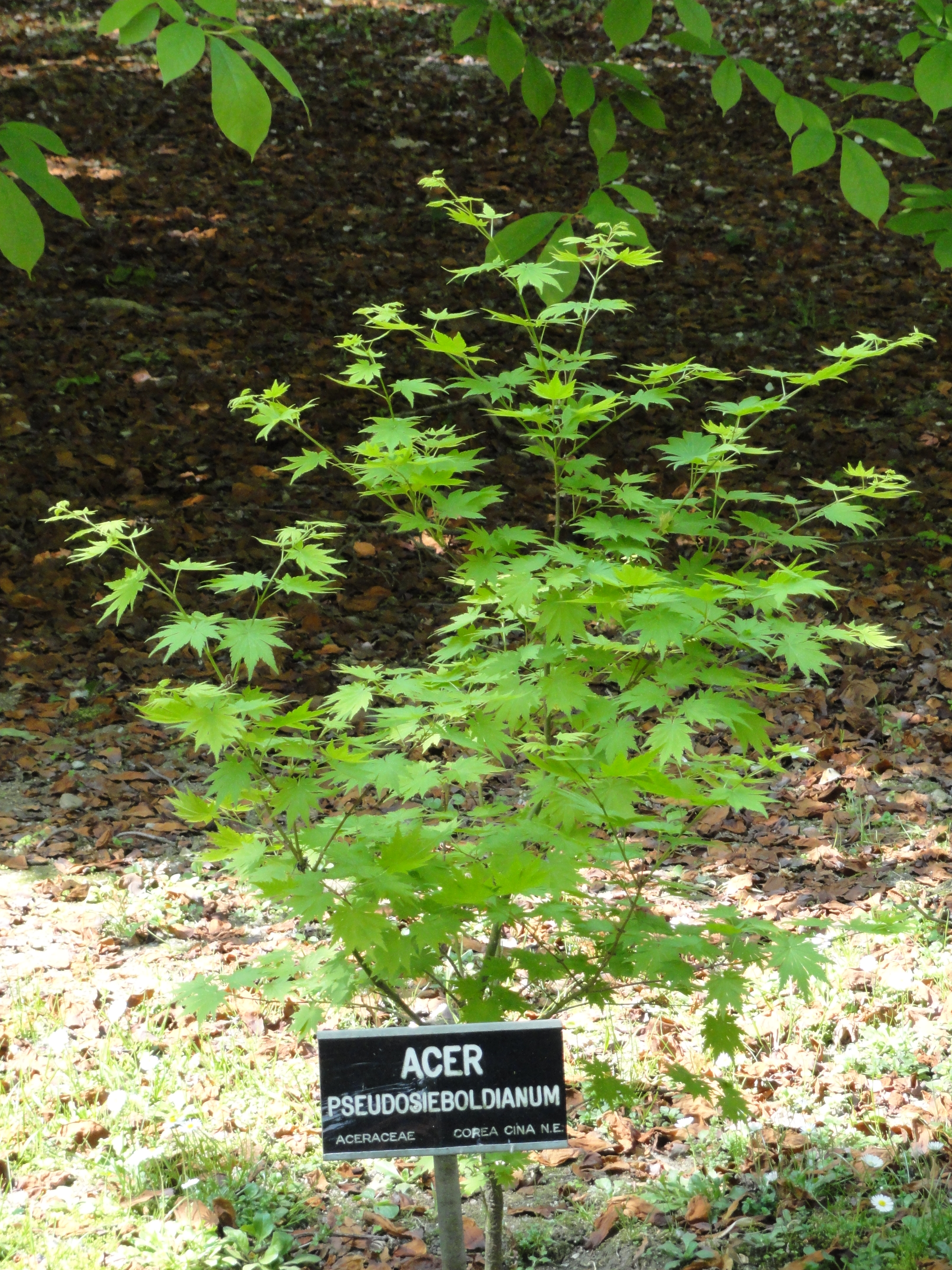
Planta joven

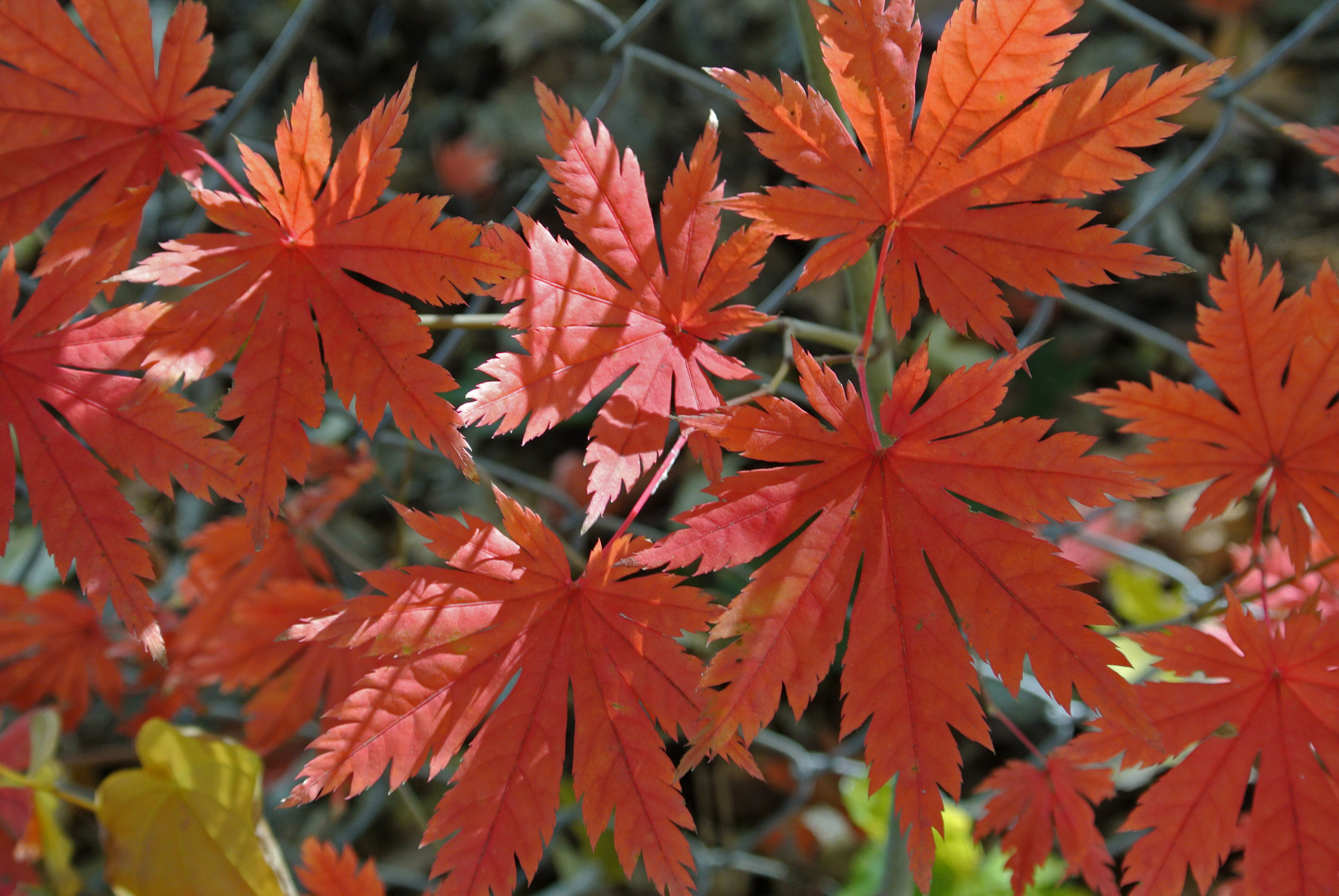
Hojas en otoño

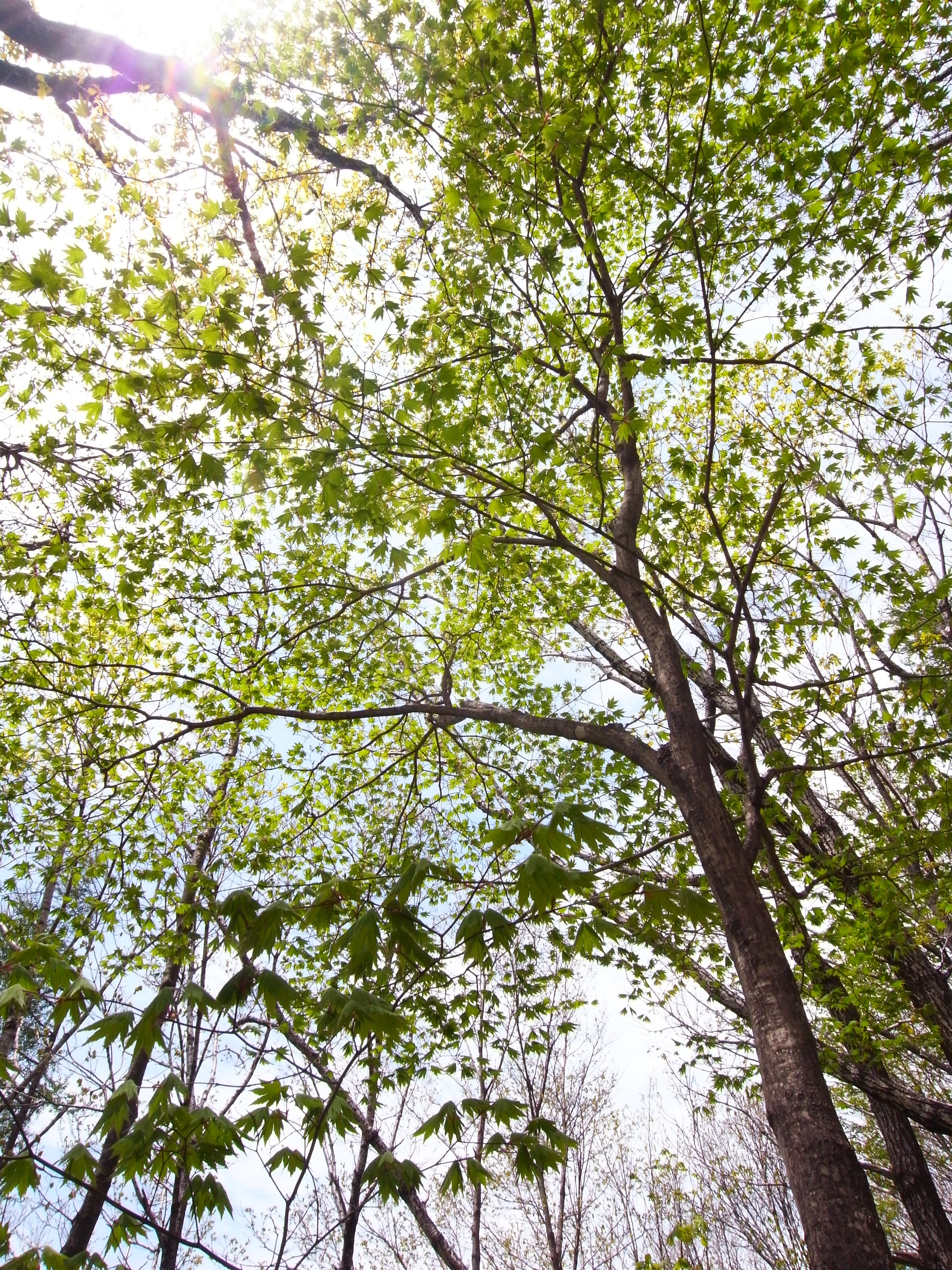
Vista de la planta

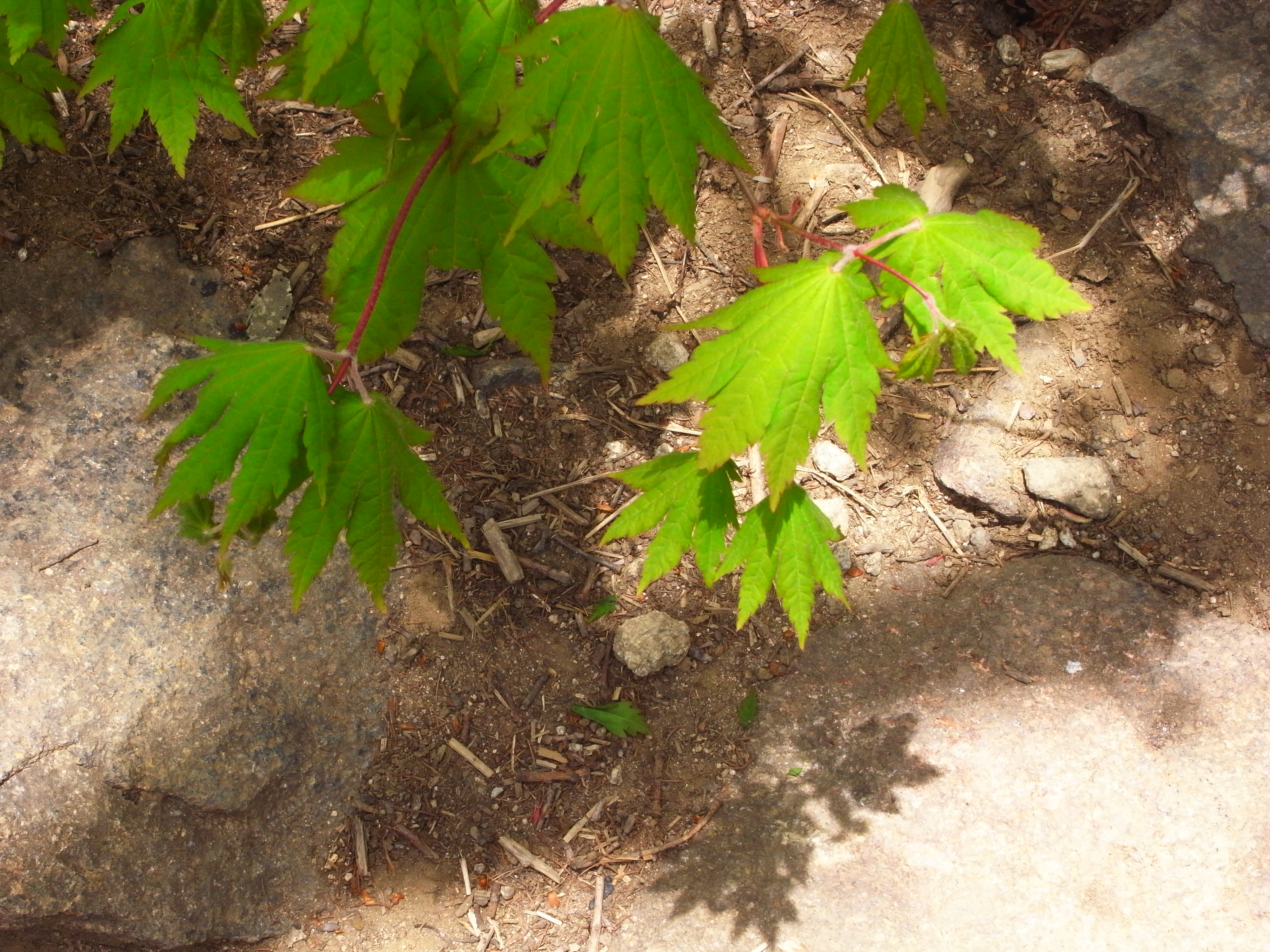
Detalle de las hojas

## Descripción
Está presente ya sea en un pequeño o grande árbol o arbusto, y es de hoja caduca. Crece cerca de 12 a 18 pulgadas por año. En la madurez, el árbol puede alcanzar entre 15 a 20 pies.
Las hojas son alrededor de 4 a 6 pulgadas de ancho y tienen cerca de 9 a 11 lóbulos. Las hojas empiezan de color verde, pero cambia de varios tonos de rojo, amarillo y naranja por el otoño. Las flores que producen son de color blanco con brácteas de color púrpura. Las nuevas flores que crecen producen pelos blancos y pegajosos. Esto los distingue de las familia similar ‘‘Acer sieboldianum’’ que no cuenta con estos pelos. Puede vivir unos 70 años o más.
Mientras que el árbol contiene la corteza, no es especialmente grueso. Esto puede ser problemático en los meses de invierno si se somete a los vientos fuertes que pueden dañar la corteza. Si hay una abertura en la corteza, las posibles amenazas, como insectos u hongos pueden llegar e infectar el árbol. La principal enfermedad que afecta a esta especie se llama chancro que causa la muerte regresiva de los sitios infectados.

## Distribución
El Acer pseudosiemboldianum es nativa de Rusia, Corea y China. Puede ser cultivado en zonas de 4 a 9. Se cultivó también en Dakota del Norte, que es USDA Zona 3 (-40 °C a -30 °C), y fue capaz de soportar una temperatura de -43 °C.

## Usos
El árbol de arce coreanas se utiliza principalmente como planta ornamental. La gente a veces planta este árbol en vez del árbol de arce japonés porque es más resistente y puede soportar un clima más frío. No necesita mucho mantenimiento, debido a que no necesitan ser podados muy a menudo. Se recomienda podarlo sólo durante el verano. Esto es porque al igual que otros árboles, el arce produce savia por lo que si al podar demasiado pronto, podría conseguirse un poco de flujo de savia que debilitaría a este pequeño árbol.

## Taxonomía
Acer pseudosieboldianum fue descrita por (Pax) Kom. y publicado en Trudy Imperatorskago S.-Peterburgskago Botaničeskago Sada 22: 725. 1904.
Etimología
Acer: nombre genérico que procede del latín ǎcěr, -ĕris = (afilado), referido a las puntas características de las hojas o a la dureza de la madera que, supuestamente, se utilizaría para fabricar lanzas. Ya citado en, entre otros, Plinio el Viejo, 16, XXVI/XXVII, refiriéndose a unas cuantas especies de Arce.
pseudosieboldianum: epíteto compuesto latín que significa "como Acer sieboldianum".
Sinonimia
- Acer circumlobatum var. pseudosieboldianum Pax
- Acer circumlobatum f. pseudosieboldianum (Pax) Schwer.
- Acer ishidoyanum Nakai
- Acer microsieboldianum Nakai
- Acer sieboldianum var. mandshuricum Maxim.[8]

subsp. takesimense (Nakai) P.C.DeJong
- Acer takesimense Nakai